# Саломон, Христиан Христианович
Христиан Христианович Саломон (1797—1851) — русский учёный в области хирургии, действительный статский советник , доктор медицины (1823), ординарный профессор (1829) академик ИМХА (1839).

## Биография
Родился 5 февраля 1797 года в Санкт-Петербурге в семье врача.
В 1817 году окончил с золотой медалью Императорскую военно-медицинскую академию получив звание лекаря. С 1817 года был назначен адъюнктом в хирургическую клинику академика И. Ф. Буше. С 1818 по 1822 год находился в научной заграничной командировке где проходил практику в таких городах как Лондон, Берлин, Париж и Вена.
С 1823 года защитил докторскую диссертацию по теме: «О строении человеческого глаза» получив учёное звание доктор медицины. С 1823 года на педагогической работе в ИМХА, с 1825 года — заведующий кафедрой практической хирургии, в 1829 году ему было присвоено учёное звание ординарный профессор. С 1833 года Х. Х. Соломон становится заведующим кафедрой хирургической клиники при академии. В 1839 году Х. Х. Соломону было присвоено звание академика ИМХА.
С 1823 года помимо основной деятельности был назначен окулистом Военно-учебных заведений, а так же совместно с П. Н. Савенко занимался лечением чинов военно-морского ведомства и впоследствии издал «Анатомико-патологические и хирургические таблицы грыж» (СПб., 1835 г.). В 1837 входил в группу лекарей, лечивших А. С. Пушкина после его последней дуэли. С 1847 года являлся профессором-консультантом хирургической клиники при ИМХА.

### Вклад в развитие фармакологии
Х. Х. Саломон являлся одним из основателей школы ангиохирургии в России. В 1823 году первым в России перевязал общую наружную подвздошную артерии, так же являлся одним из первых в России хирургов проводивших операции тенотомии. Х. Х. Саломон помимо хирургии занимался вопросами связанными с оториноларингологией, венерологией и офтальмологией. Его научные статьи по офтальмологии и оперативной хирургии печатались в «Записках по части врачебных наук», «Трудах Общества врачебных наук», «Военно-медицинском журнале» и в «Трудах Общества немецких врачей». В 1842 году за свою работу «Руководство по оперативной хирургии» (СПб., 1840 г.) был удостоен Демидовской премии.
Скончался 12 сентября 1851 года в Авиньоне во Франции, похоронен на Смоленском кладбище в Санкт-Петербурге.